# 吉村茂夫
吉村 茂夫（よしむら しげお、1918年5月10日 - 2009年12月9日）は、日本の実業家。南海電気鉄道（南海電鉄）元社長・会長。

## 来歴
和歌山県岩出市出身。大阪商科大学（現・大阪市立大学）卒業後の1942年に南海鉄道へ入社。常務取締役、専務取締役を経て、1985年に南海電鉄代表取締役社長に就任し、1992年に代表取締役会長を歴任。
社長時代の1988年4月、南海ホークスのオーナーだった川勝傳の死去に伴い、後任としてオーナーを務めた。前任者の川勝時代から大阪スタヂアムを含めた「難波再開発」（後の「なんばパークス」）案が浮上した時から川勝は「ワシの目が黒いうちは球団は売らん!!」と表面上は強い姿勢を見せていたが（ただし青木一三は、川勝が秘密裏に売却先の候補として来島どっくやダイエーと接触していたことを自著で証言している）、南海ホークスは年間10億円の赤字だった。
川勝の死去後、後任としてオーナーに就いた吉村は1988年9月21日にホークスの経営権を譲渡先であるダイエー社長の中内㓛（当時）を相手に3条件（後述）を提案し、中内は承諾。これにより、11月1日付で球団はダイエーに譲渡され、本拠地を福岡県福岡市へ移動すると同時に福岡ダイエーホークスに変わった。
その後は1994年に南海空港線開業や難波再開発事業を進め、大阪スタヂアム跡地の大型商業施設「なんばパークス」オープンへの道筋を示した。
2009年12月9日、大阪府堺市の自邸で、老衰のため死去。享年92。

## ホークス球団譲渡の3条件
吉村は中内にホークス球団の経営権をダイエーに譲渡する際、下記の3条件を条件付けた。
- ホークスの名前を残す。
- 選手の待遇改善。
- 杉浦忠（当時）の監督留任。